# Epilohmannia gigantea
Epilohmannia gigantea är en kvalsterart som beskrevs av Berlese 1916. Epilohmannia gigantea ingår i släktet Epilohmannia och familjen Epilohmanniidae. Inga underarter finns listade i Catalogue of Life.